# 暗黑地牢2
《暗黑地牢2》是一款roguelike類電子角色扮演遊戲，由Red Hook Studios开发并发行，該遊戲是暗黑地牢的续作。開發商於2021年10月在Microsoft Windows上发布該遊戲的抢先体验版。该游戏的完整版于2023年5月在Microsoft Windows上發行。2024年7月15日，該遊戲在任天堂Switch、PlayStation 4、PlayStation 5、Xbox One和Xbox Series X/S上發行。 